# マリアンヌ・フェイスフル

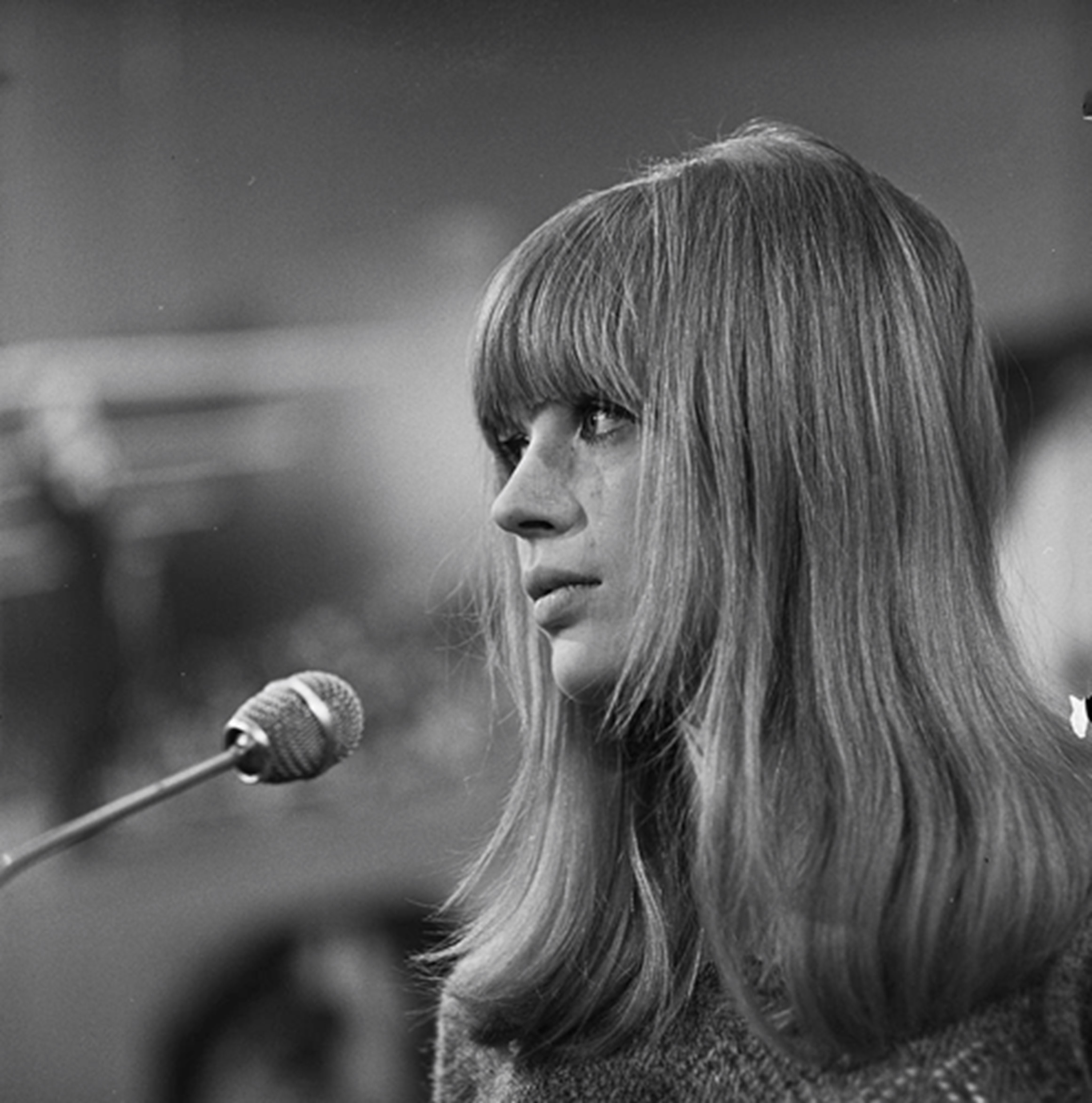
1966年撮影。

マリアンヌ・フェイスフル（英語: Marianne Faithfull、1946年12月29日 - 2025年1月30日）は、イギリス生まれの歌手、女優である。上層中流出身。かつての交際相手だったミック・ジャガーも上層中流出身だった。

## 来歴
イギリス・ロンドン生まれ。父親は大学教授、母親はオーストリアの名門貴族の家系出身で、先祖がハプスブルク家やレオポルト・フォン・ザッヘル＝マゾッホの血筋を引いている（マリアンヌの母方の曾祖父母の兄弟がレオポルト・フォン・ザッヘル＝マゾッホ）。2009年、BBCのインタビューにおいて、従兄弟の死によってザッヘル＝マゾッホ男爵家の家督を相続したと明らかにしている。しかし家庭がそれほど裕福だったわけではなく、幼いころに両親が離婚しマリアンヌは修道院で育つことになる。そして、17歳の時にジョン・ダンバーと結婚するが、ダンバーとローリング・ストーンズの当時のマネージャーアンドリュー・ルーグ・オールダムがちょうど知り合いであったがため、パーティに出席したのをきっかけに芸能界に入り、彼女のために用意された曲「涙あふれて (As Tears Go By)」で、1964年にデビューすることになる。その後、ポップ・アイドルとしての地位を確立し、その歌声と美貌で人気を博した。さらにジャン＝リュック・ゴダールに見出され映画デビューも果たす。その後、66年にダンバーと離婚し、本格的にストーンズのミック・ジャガーの恋人になる。
1966年から70年までミック・ジャガーと交際していたが、流産と精神不安定から自殺未遂も繰り返したという。ドラッグに手を出すマリアンヌを見かねたミックは、麻薬をやめさせようとしたがうまくいかず、結局ふたりは1970年に破局。彼女はデビューから数年間はエンジェル・ボイスと言われてきたが、1969年の「シスター・モルヒネ」で、綺麗な歌声から変化が見られた。
声を潰した原因はマリアンヌの流産とミックとの破局、その後のドラッグ、自殺未遂、アルコール、タバコでハスキーの声が出来上がったという。その後、彼女は目立った活躍がなかったが、1979年にはアイランド・レコードからアルバム『ブロークン・イングリッシュ』をリリースし、歌手として第一線に復活。アルバム制作に平行して、ライブ活動も精力的に行った。90年代以降は女優としての活動が見られた。2010年以降は、体調を崩しがちであったが、2020年4月6日、新型コロナウイルスに感染し、ロンドン市内の病院に入院したことが明らかになった。4月22日に退院。
2025年1月30日、ロンドンにて死去。78歳没。

## その他の活動
彼女には、映画界やTVドラマの世界からも声がかかり、アンナ・カリーナとセルジュ・ゲンズブールが主演のTV映画『アンナ』では歌を歌うだけのシーンだったが、出演を果たした。さらに大スターのアラン・ドロン主演映画『あの胸にもういちど』で、ドロンと不倫関係に落ちる女性を演じた。
『あの胸にもういちど』には、ヒロインが全裸に革のライダースーツでバイクに乗るシーンがあり、鈴木則文監督や、井筒和幸監督らが映画でのフェイスフルに強い印象を受けたことを語っており、また『ルパン三世』の峰不二子のモデルになったと言われている。アンナ・カリーナ主演のゴダールの『メイド・イン・USA』でドリス・溝口（溝口健二へのオマージュキャラ）役の小坂恭子（フランソワ・トリュフォー『家庭』（1970）の「キョウコ」のモデルとなった女性、）と同作品に出演している。共演場面はなし。
1960年代後半、全裸でオーバードースの状態で倒れているところを警察に見つかるなどのスキャンダルに見舞われた。彼女は、それまでの清純派のイメージを捨てざるをえなくなり、この事件でマリアンヌのアイドル生命は終わったとされる。
後年、マーズ・バー・スキャンダルがでっち上げであったということが言われている。
女優としては、2006年に映画『マリー・アントワネット』でマリア・テレジアとして出演。2007年には61歳で映画『やわらかい手』の主役、マギーを演じた。

## ディスコグラフィ

### アルバム
- 『カム・マイ・ウェイ』 - Come My Way (1965年) ※イギリス限定
- 『マリアンヌ・フェイスフル』 - Marianne Faithfull (1965年)
- Go Away from My World (1965年) ※アメリカ限定
- 『妖精の歌 - マリアンヌ・フェイスフル、フォーク・ソングを歌う』 - North Country Maid (1966年)
- 『永遠の歌 - マリアンヌ・フェイスフル、青春を歌う』 - Faithfull Forever... (1966年)
- 『ラヴ・イン・ア・ミスト』 - Love in a Mist (1967年)
- 『ドリーミン・マイ・ドリームス』 - Dreamin' My Dreams (1976年) ※1978年に『Faithless』として再発あり
- 『ブロークン・イングリッシュ』 - Broken English (1979年)
- 『悪の戯れ』 - Dangerous Acquaintances (1981年)
- 『聖少女』 - A Child's Adventure(1983年)
- 『リッチ・キッド・ブルース』 - Rich Kid Blues (1985年) ※1971年録音。『True: The Collection』として再発あり
- 『ストレンジ・ウェザー』 - Strange Weather (1987年)
- 『ブレイジング・アウェイ』 - Blazing Away (1990年) ※ライブ
- 『ア・シークレット・ライフ』 - A Secret Life (1995年)
- 『シングス・クルト・ワイル - ワイマールの夜』 - 20th Century Blues (1997年)
- 『マリアンヌ・フェイスフル・シングズ・クルト・ワイル2 - 「7つの大罪」&クルト・ワイル・ソング』 - The Seven Deadly Sins (1998年)
- 『ヴァガボンド・ウェイズ』 - Vagabond Ways (1999年)
- 『キスィン・タイム』 - Kissin Time (2002年)
- 『ビフォア・ザ・ポイズン』 - Before the Poison (2005年)
- 『イージー・カム・イージー・ゴー』 - Easy Come, Easy Go (2008年)
- 『ホーシズ・アンド・ハイ・ヒールズ』 - Horses and High Heels (2011年)
- 『ロンドンによろしく』 - Give My Love to London (2014年)
- No Exit (2016年) ※ライブ
- Negative Capability (2018年)

### シングル
- 「アズ・ティアーズ・ゴー・バイ (涙あふれて)」 - "As Tears Go By" (1964年)
- "Blowin' In The Wind" (1964年)
- "Come and Stay With Me" (1965年)
- "This Little Bird" (1965年) ※日本盤は1968年に「リトル・バード (かわいい小鳥) / アズ・ティアーズ・ゴー・バイ (涙あふれて)」として発売
- 「恋の一夜」 - "Summer Nights" (1965年)
- 「イェスタデイ」 - "Yesterday" (1965年)
- 「一人になりたい」 - "Go Away From My World" (1965年)
- 「明日のために」 - "Tomorrow's Calling" (1966年)
- "Counting" (1966年)
- 「恋の手段」 - "Is This What I Get For Loving You?" (1967年)
- 「希望の鐘」 - "C'È Chi Spera" (1967年)
- "Something Better" (1969年)
- "Dreamin' My Dreams" (1975年)
- "All I Wanna Do In Life" (1976年)
- "The Way You Want Me To Be" (1978年)
- "The Ballad Of Lucy Jordan" (1979年)
- "Broken English" (1980年)
- "Intrigue" (1981年)
- 「あなただけに」 - "For Beautie's Sake" (1981年) ※日本限定
- 「スィートハート」 - "Sweetheart" (1982年)
- "Sister Morphine" (1982年)
- "Running For Our Lives" (1983年)
- "Hang It On Your Heart" (1997年)
- "Vagabond Ways" (1999年) ※CDシングル
- "Sex With Strangers" (2002年)
- "Easy Come, Easy Go" (2008年) ※CDシングル、フランス盤
- "Why Did We Have To Part?" (2011年) ※CDシングル
- "Sparrows Will Sing" (2014年) ※CDシングル
- "The Gypsy Faerie Queen" (2018年) ※デジタル

## 出演映画
| 公開年 | 邦題 原題                                    | 役名               | 備考                              |
| ------ | -------------------------------------------- | ------------------ | --------------------------------- |
| 1966   | メイド・イン・U.S.A Made in U.S.A.           | バーで唄う女       |                                   |
| 1967   | アンナ Anna                                  |                    | テレビ映画                        |
| 1967   | 明日に賭ける I'll Never Forget What's'isname | ジョジー           |                                   |
| 1968   | あの胸にもういちど The Girl on a Motorcycle  | レベッカ           |                                   |
| 1969   | ハムレット Hamlet                            | オフィーリア       |                                   |
| 1992   | ホワイト・ナイトメア The Turn of the Screw   | -                  | ナレーション                      |
| 1993   | 豚が飛ぶとき When Pigs Fly                   | リリー             |                                   |
| 1994   | ショッピング Shopping                        | ベヴ               |                                   |
| 2001   | インティマシー/親密 Intimacy                 | ベティ             |                                   |
| 2004   | トゥルーへの手紙 A Letter to True            | -                  | ドキュメンタリー映画 ナレーション |
| 2006   | パリ、ジュテーム Paris, je t'aime            | マリアンヌ         |                                   |
| 2006   | マリー・アントワネット Marie Antoinette      | マリア・テレジア   |                                   |
| 2007   | やわらかい手 Irina Palm                      | マギー             |                                   |
| 2011   | フェイシズ Faces in the Crowd                | ランゲンカンプ医師 |                                   |

## 音楽映像作品
- ロックンロール・サーカス
- ハイドパーク・フリーコンサート

## ミュージックビデオ
- ヘヴィ・メタル・バンド、メタリカの1997年アルバム「reload」からの曲、「The Memory remains」の中でバッキング・ヴォーカル部分をアドリブのセリフ入りで2分程担当。また、PVにゲスト出演している。曲の歌詞の内容が、彼女自身の経歴を思い起こさせるような歌詞になっていた。